# The Score - An Epic Journey
Albums de Epica
Consign to Oblivion
(2005) The Road to Paradiso
(2006)
The Score - An Epic Journey est le troisième album du groupe de metal symphonique néerlandais Epica, publié le 20 septembre 2005 chez Transmission Records.
Cet album diffère des précédents car il s'agit là d'une œuvre uniquement instrumentale, qui est la bande originale du film néerlandais Joyride. Selon Mark Jansen, dans le livret d'accompagnement, cet album est toutefois typiquement un album d'Epica mais « seulement sans le chant, sans les guitares, sans la basse et sans la batterie. »
Trois Vierges est la reprise à l'identique de la version présente dans Consign to Oblivion mais avec Simone Simons seule au chant. Solitary Ground et Quietus sont également deux reprises réorchestrées de l'album précédent. Le morceau Vengeance Is Mine sera repris dans l'album suivant.

## Liste des chansons
Toutes les chansons sont écrites et composées par Epica.
| No  | Titre                            | Durée |
| --- | -------------------------------- | ----- |
| 1.  | Vengeance Is Mine                | 1:53  |
| 2.  | Unholy Trinity                   | 3:09  |
| 3.  | The Valley                       | 2:09  |
| 4.  | Caught in a Web                  | 4:25  |
| 5.  | Insomnia                         | 2:07  |
| 6.  | Under the Aegis                  | 2:49  |
| 7.  | Trois Vierges (version solo)     | 4:41  |
| 8.  | Mystica                          | 2:45  |
| 9.  | Valley of Sins                   | 5:39  |
| 10. | Empty Gaze                       | 2:09  |
| 11. | The Alleged Paradigm             | 2:23  |
| 12. | Supremacy                        | 3:19  |
| 13. | Beyond the Depth                 | 1:55  |
| 14. | Epitome                          | 1:17  |
| 15. | Inevitable Embrace               | 3:50  |
| 16. | Angel of Death                   | 3:28  |
| 17. | The Ultimate Return              | 4:46  |
| 18. | Trois Vierges (reprise)          | 2:04  |
| 19. | Solitary Ground (version single) | 4:05  |
| 20. | Quietus (version score)          | 3:55  |